# Franklinów
Franklinów – wieś w Polsce położona w województwie wielkopolskim, w powiecie ostrowskim, w gminie Ostrów Wielkopolski, przy północnej granicy Ostrowa, przy drodze krajowej nr 11 Poznań-Bytom i linii kolejowej Poznań-Ostrów (posterunek odgałęźny Franklinów). 
We wsi znajduje się kościół filialny parafii św. Wojciecha w Lewkowie. Został on wybudowany w latach 80. XX wieku.
Miejscowość przynależała administracyjnie przed rokiem 1887 do powiatu odolanowskiego, w latach 1975-1998 do województwa kaliskiego, a w latach 1887–1975 i od 1999 do powiatu ostrowskiego.
W końcu XIX wieku wieś liczyła 223 mieszkańców.